# 倍賞美津子
倍賞美津子（1946年11月22日—），日本女演員，出身茨城縣。前夫是著名的職業摔角選手安東尼奧·豬木，但於1988年離婚；其姊（年長五歲）倍賞千惠子亦為演員。

## 略歴
畢業於東京都北區的紅葉中學後，於1962年進入松竹音樂舞蹈學校，1965年進入松竹歌舞團。曾經與日本許多知名導演合作，包括黑澤明、五社英雄與今村昌平等，並受到許多讚賞。於2002年獲得田中絹代賞。

## 演出

### 連續劇
- 1979-2008年：3年B組金八先生（TBS） - 坂本（天路）里美 役
- 1980年：源氏物語（TBS）
- 1992年：女人萬歲 - 峰岸佐和 役
- 1997年：快遞高手（日语：ギフト）（富士電視台） - 朔原玲子 役
- 2005年：琉璃之島 - 仲間惠 役
- 2007年：東京鐵塔：我的母親父親 - オカン 中川榮子 役
- 2008年：最後的朋友（富士電視台） - 藍田千夏 役
- 2010年：月之戀人～Moon Lovers～（富士電視台） - 葉月之母 役
- 2010年：龍馬傳（NHK） - 岩崎美和 役
- 2010年：GOLD（富士電視台） - 笠原真理惠 役
- 2012年：小梅醫生 - 下村正枝 役
- 2012年：明星保鑣99天 - 三支惠美子 役
- 2013年：TAKE FIVE～我們能盜取愛嗎～（TBS） - ホームレス女遊民 役
- 2013年：半澤直樹（TBS） - 羽根夏子 役
- 2015年：下町火箭（TBS） - 佃和枝 役
- 2022年：麻煩一族（富士電視台） - 深山八壽子 役

### 電影
- 1973年：宮本武藏
- 1976年：追捕
- 1979年：我要復仇
- 1980年：影武者
- 1983年：楢山節考
- 1990年：夢
- 1997年：跳躍吧！時空少女
- 1997年：鰻魚
- 2006年：地海戰記
- 2024年：52赫茲的鯨魚們

## 外部連結
- MITSUKO BAISHO OFFICIAL SITE （页面存档备份，存于）